# Cozola acroptera
Cozola acroptera är en fjärilsart som beskrevs av Collenette 1947. Cozola acroptera ingår i släktet Cozola och familjen tofsspinnare. Inga underarter finns listade i Catalogue of Life.